# Христо Манолов (офицер)
Вижте пояснителната страница за други личности с името Христо Манолов.
Христо Иванов Манолов е български офицер, генерал-майор.

## Биография
През 1964 г. завършва Висшето народно военно училище във Велико Търново, а през 1976 г. и Военната академия в София. На 19 август 1996 г. е освободен от длъжността началник-щаб на Втора армия и назначен за изпълняващ за една година длъжността началник-щаб на Втори армейски корпус, считано от 1 септември 1996 г. На 1 септември 1997 г. е назначен за изпълняващ за една година длъжността началник-щаб на Втори армейски корпус. На 6 май 1998 г. е освободен от изпълняващ за една година длъжността началник-щаб на Втори армейски корпус и назначен за изпълняващ за една година длъжността длъжността началник на Зонално военно управление – Сливен, считано от 7 май 1998 г. На 24 август 1998 г. е освободен от изпълняващ за срок 1 година длъжността началник на Зоналното военно управление – Сливен, считано от 1 септември 1998 г. На 7 юли 2000 г. е удостоен с висше военно звание генерал-майор и освободен от кадрова военна служба.

## Военни звания
- Лейтенант (1964)
- Генерал-майор (7 юли 2000), две звезди